# Cocksure's Clever Ruse
Cocksure's Clever Ruse è un cortometraggio muto del 1910 diretto da Frank Wilson.

## Trama
Un tipo, per estorcere del denaro agli automobilisti, usa l'abile stratagemma di un cane morto.

## Produzione
Il film fu prodotto dalla Hepworth.

## Distribuzione
Distribuito dalla Hepworth, il film - un cortometraggio di 137,16 metri - uscì nelle sale cinematografiche britanniche nel marzo 1910.
Si conoscono pochi dati del film che, prodotto dalla Hepworth, fu distrutto nel 1924 dallo stesso produttore, Cecil M. Hepworth. Fallito, in gravissime difficoltà finanziarie, il produttore pensò in questo modo di poter almeno recuperare il nitrato d'argento della pellicola.